# Moșteni (Furculești), Teleorman
Moșteni este un sat în comuna Furculești din județul Teleorman, Muntenia, România.